# Соуза, Мануэлу Каэтану да

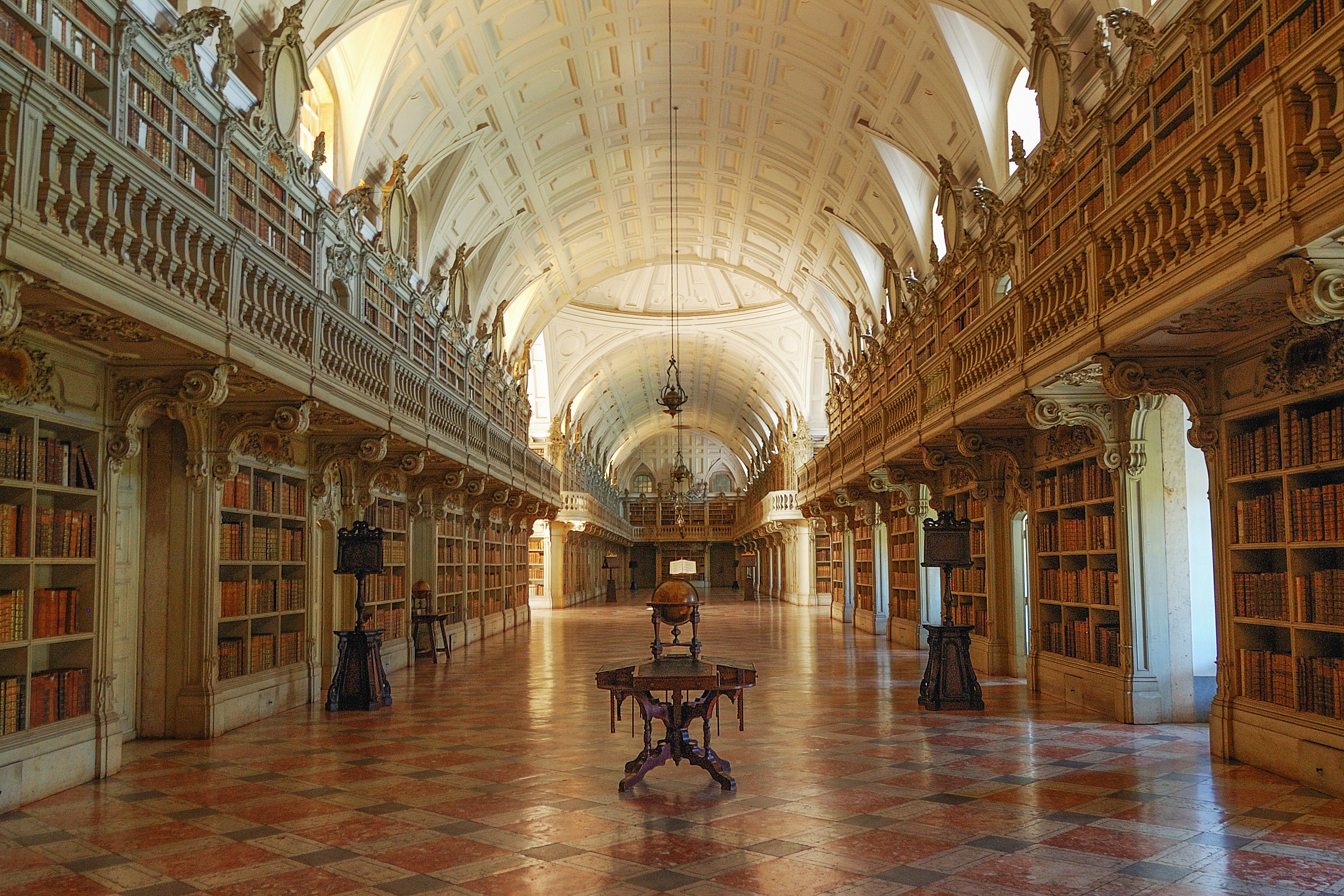
Библиотека дворца Мафра близ Лиссабона

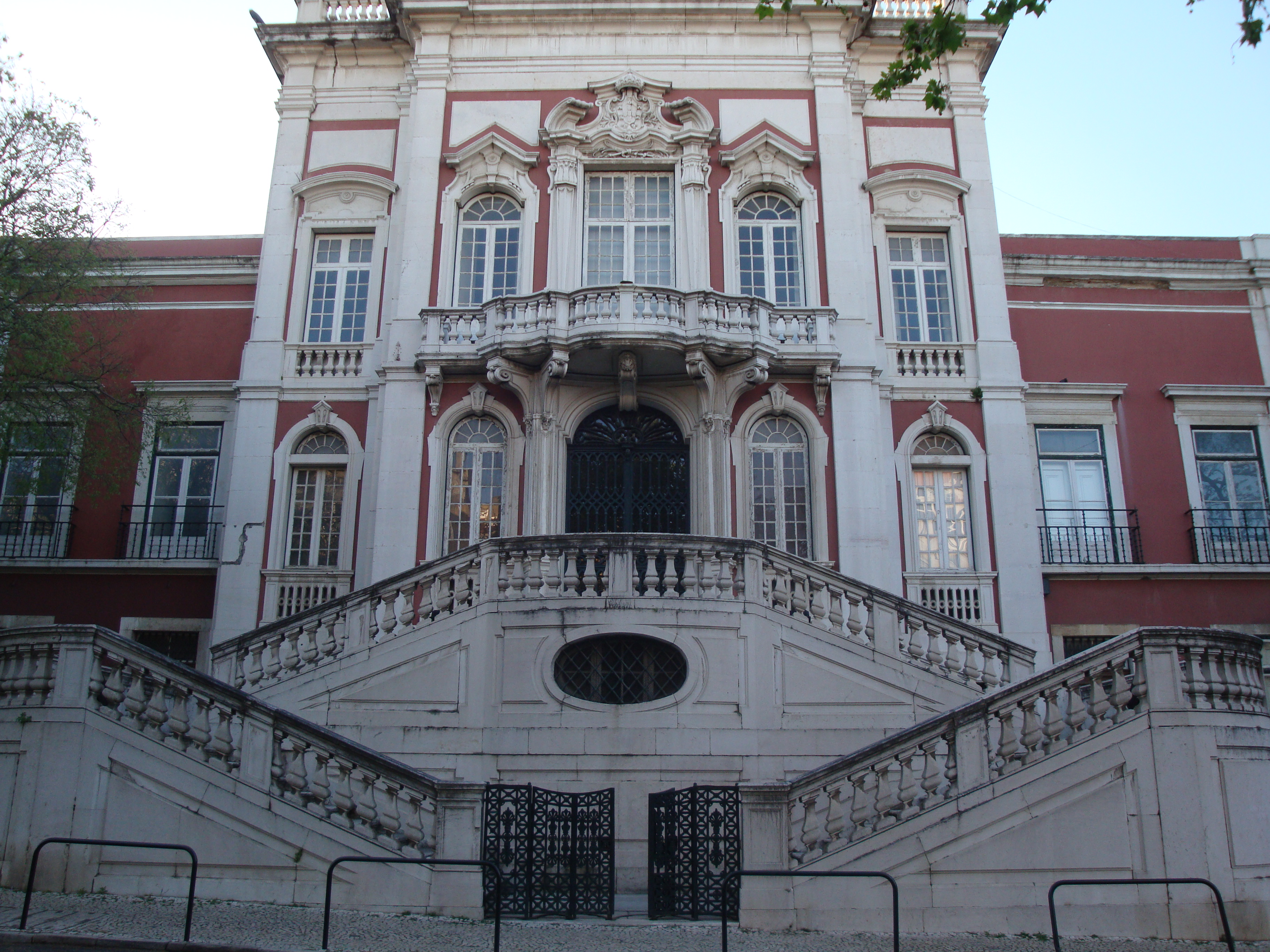
Королевская капелла дворца Бенпоста

Мануэл Каэтану да Соуза (порт. Manuel Caetano de Sousa, * 25 января 1742 г. Мафра, Португалия; † май  1802 г. Лиссабон) - португальский архитектор эпохи позднего барокко и рококо. Известен восстановлением португальской столицы после землетрясения 1755 года.

## Жизнь и творчество
Родился в семье архитектора Томаша Каэтану да Соуза, Учился архитектуре также в мастерской у своего отца. После смерти зодчего Матеуша Висенте де Оливейра занимает пост придворного архитектора. Был управляющим так называемого «Доима инфанта» в Лиссабоне (дворец Бенпоста). 
По прошествии ряда лет после лиссабонского землетрясения в 1755 году был привлечён для восстановления и строительства различных зданий в португальской столице, в том числе дворцов и церквей. Среди них следует назвать дворец Ажуда, дворец герцога Палмела (Palácio dos Duques de Palmela), собор Сантy-Домингуш (Igreja de São Domingos), церковь Воплощения (Igreja da Encarnação), королевскую капеллу дворца Бенпоста, а также восточное крыло дворца Келуш в городе Келуш. 
Был автором проекта созданной в дворце Мафра в 1771 году библиотеки. В 1795 году спроектировал и построил амфитеатр в честь празднества, связанного с рождением дона Франческо Антонио, 4-го герцога Бейра, на Торговой площади в Лиссабоне.